# Эспаньоль
Эспаньо́ль, также испа́нский со́ус (фр. espagnole, sauce espagnole) — популярный коричневый соус, по Эскофье «один из пяти основных соусов классической французской кухни».
Соус имеет сильный вкус и редко используется самостоятельно. В качестве материнского соуса служит для приготовления соуса африкана, лионского соуса, борделез, соуса мадера, бургундского соуса, грибного соуса, демиглас и других. Соус эспаньоль используют для приготовления и подачи горячих мясных блюд из говядины, свинины, баранины. Сочетается с гарнирами из картофеля и риса.

## Приготовление
Эспаньоль готовится из ру (растопленное сливочное масло + мука), бульона и томатов. Допускаются кусочки говядины, бекон, пассерованные лук и морковь, зелень, специи, соль.

## Этимология
Луи Диа (Louis Diat, 1885—1957), франко-американский повар, кулинарный писатель, изобретатель супа вишисуаз и автор классической французской кулинарной книги для гурманов, приводит легенду про самый важный базовый коричневый соус во французской кухне, которая объясняет, почему он называется испанским соусом. Согласно этой истории, испанские повара невесты Людовика XIII, Анны, помогали подготовить их свадебный пир. Они настояли на улучшении французского коричневого соуса с помощью испанских томатов. Этот новый соус имел мгновенный успех и был с благодарностью назван в честь его создателей.
В «Столовой книге» (1877) бывшего шеф-повара Наполеона III Огюста Кеттнера, который эмигрировал в Англию и в 1867 году открыл в Сохо «Kettner’s» (ныне — один из старейших ресторанов Лондона), названию соуса дано совершенно другое объяснение. Когда Бурбоны добрались до испанского престола при Людовике XV и когда испанская мода вернулась в Париж, французские повара вдохновились испанским вариантом потофё — ольей подрида — и по аналогии придумали вариацию коричневого соуса, который назвали «испанским». Изюминкой испанского супа были хамон и колбаса из Эстремадуры, которыми так восхищалась французская знать, в частности герцог де Сен-Симон. Но у французов фактически не было ничего похожего, поэтому они были вынуждены довольствоваться ветчиной. Таким образом, первоначальное значение рецепта и особенность испанского соуса были утеряны, а его название стало нелогичным и непонятным.